# Afdera (Vulkan)
Der Afdera ist ein isolierter, 1295 m hoher Stratovulkan in Nord-Äthiopien. Er liegt im Kreuzungspunkt von drei Bruchsystemen zwischen den Vulkanen Erta Ale, Tat Ali sowie Alayta. Der letzte bekannte Ausbruch fand im Juni 1907 statt mit dem Ausstoß von Lava an der Westflanke des Vulkans.
Am Fuße des Berges befindet sich der Lake Afdera an dem Gesteinssalz abgebaut wird.